# Panorpodes colei
Panorpodes colei är en näbbsländeart som beskrevs av George W. Byers 2005. Panorpodes colei ingår i släktet Panorpodes och familjen Panorpodidae. Inga underarter finns listade i Catalogue of Life.